# Lincoln Park (New York)
Pour les articles homonymes, voir Lincoln Park.
Lincoln Park est une census-designated place du comté d'Ulster, dans l'État de New York, aux États-Unis,. En 2020, elle compte une population de 2 545 habitants.